# Hans Günther Aach
Hans Günther Aach   (Oldenburg, 2 d'octubre de 1919 - Aquisgrà, 4 de desembre de 1999), fou un botànic alemany.

## Vida
Aach va néixer a Oldenburg. Va obtenir el doctorat el març 1952 a la Facultat de Matemàtiques i Ciències Naturals de la Universitat de Göttingen. El juliol del 1961 va presentar la seva tesi doctoral a la Universitat de Colònia. Va passar diversos mesos com a professor visitant a la Universitat de Califòrnia a Berkeley i a la Universitat Stanford. El 31 de desembre de 1962 va ser nomenat Professor Extraordinari de Botànica a la RWTH Aachen University. A partir del 12 de gener de 1965 va ser nomenat director de l'Institut Botànic de la Càtedra de Botànica al mateix lloc. Es va retirar l'1 de març de 1984.
L'èmfasi del seu treball científic va ser en proteïnes en virus. Va col·laborar en el Handbuch der Biologie.

## Obres
- Abriss der Botanik für Studenten der Medizin und der Naturwissenschaften. Berlín 1948
- Über Wachstum und Zusammensetzung von Chlorella pyrenoidosa bei unterschiedlichen Lichtstärken und Nitratmengen. Göttingen 1952
- Dau Viren. Akademische Verlags-Gesellschaft Athenaion, Konstanz 1960
- Zur Konstanz der Aminosäurenzusammensetzung im Eiweißanteil des Tabakmosaikvirus. Köln 1961
- Zum Problema der Viruseiweisssynthese en zellfreien Chlorellasystemen. Westdeutscher Verlag, Köln 1968